# Grotte d'El Pindal
La grotte d'El Pindal est une grotte ornée située près de Pimiango, dans la commune de Ribadedeva, dans les Asturies, en Espagne,. Elle abrite des peintures et gravures pariétales datées du Magdalénien (d'environ 18 000 à 14 000 ans avant le présent). Elle est inscrite sur la liste du Patrimoine mondial de l'Unesco depuis 2008, au sein de l'ensemble dénommé Grotte d'Altamira et art rupestre paléolithique du Nord de l'Espagne. Elle est protégée comme Bien d'intérêt culturel depuis 1924 (cote RI-51-0000271).

## Description

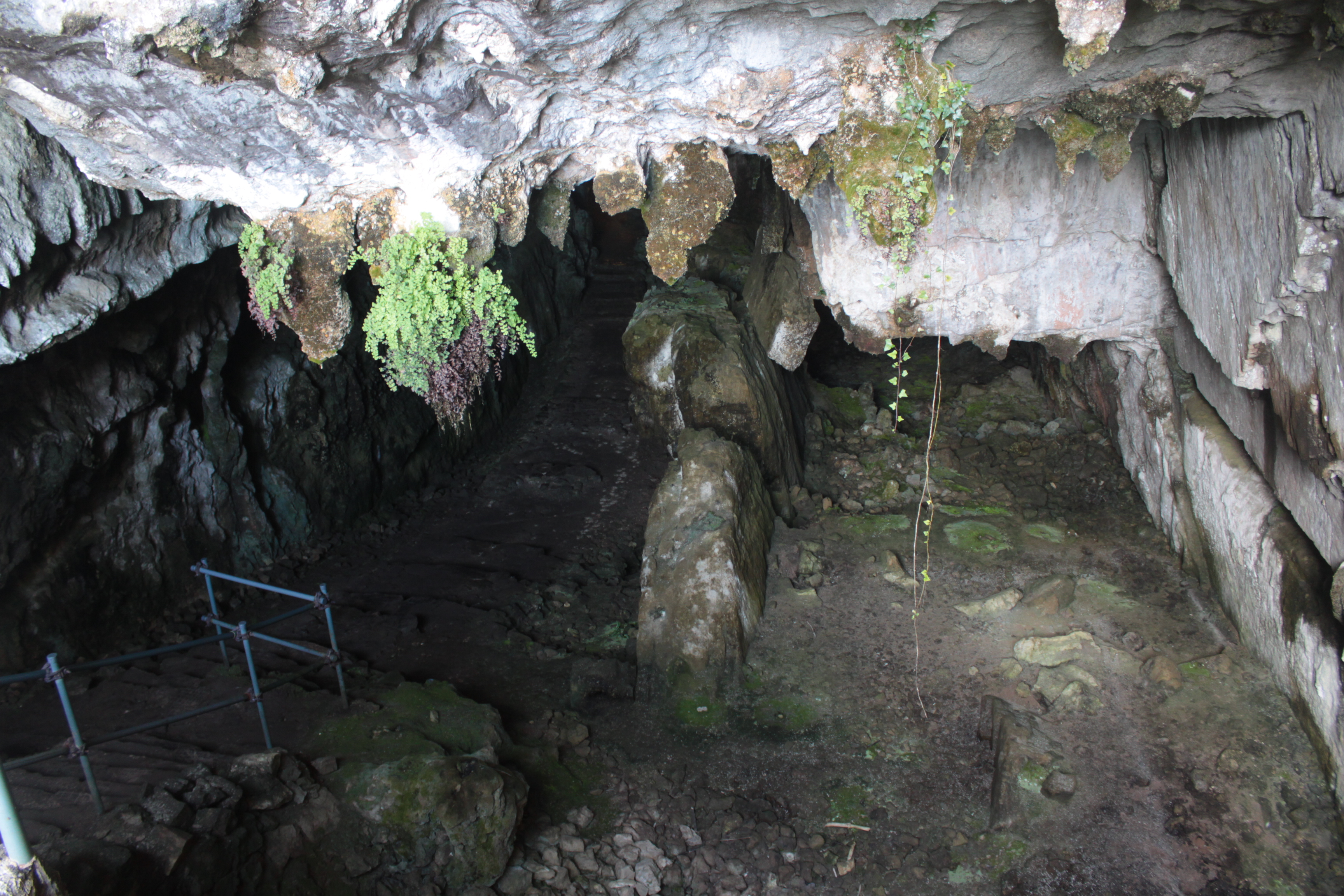
Intérieur de la grotte

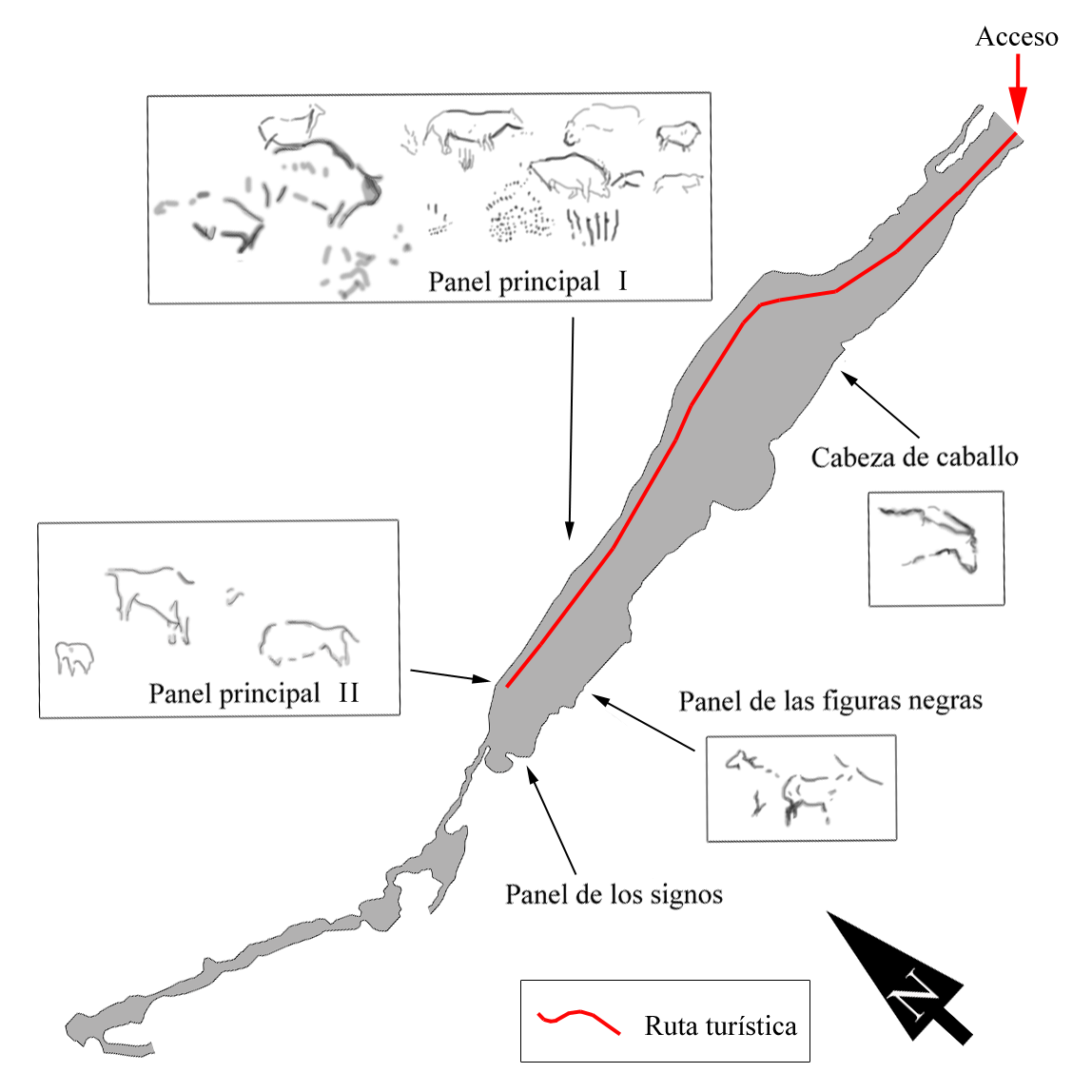
Plan de la grotte d'El Pindal

La grotte d'El Pindal a été découverte en 1908. Elle présente un plan linéaire dans lequel se distinguent deux secteurs : celui de l'Est, ouvert au public, et celui de l'Ouest, à l'accès restreint.

## Géologie
Le substrat géologique de la grotte remonte au Paléozoïque, avec des roches en quartzite de l'Ordovicien (formation Barrios), la succession détritique du Dévonien (formation Ermita) et les formations carbonatées de Caliza Alba et de Caliza de Barcaliente, dans lesquelles se développe le complexe karstique.
La géomorphologie du milieu résulte de l’action de plusieurs processus :
- Littoraux. On observe deux anciennes plateformes d'abrasion, soulevées par des processus tectoniques et/ou dues à la descente de la mer, qui sont Rasa II de Pimiango (160 m), située au nord et qui repose sur le quartzite de Barrios, et Rasa I (50 m), située au sud, qui repose sur le calcaire de Barcaliente[5].
- Torrentiels. Les pluies ont provoqué l'apparition de bassins torrentiels et d'éventails sur le front nord de Rasa II de Pimiango.
- Gravitaires. Les dépôts sédimentaires (chutes de pierres et rampements) ont provoqué des glissements de terrain sur les pentes des bassins torrentiels et dans la zone avant de Rasa II de Pimiango.
- Karstiques. Des dolines se sont remplies de matériaux calcaires insolubles. Une vallée aveugle a été formée par la coalescence de plusieurs dolines sur Rasa I de Pimiango, sous laquelle se trouve la grotte.

L'existence d'anisotropies (joints, failles) favorise l'infiltration des eaux de surface et des canaux voisins, qui forment ensemble des eaux agressives qui dissolvent les roches carbonatées, créant ainsi des grottes souterraines.
El Pindal est principalement caractérisé par le développement de formes fluviokarstiques (mise en évidence des pendantes du toit), de la gravité (mise en évidence des dépôts d'effondrement) et des précipitations chimiques, ainsi que d'un grand nombre de spéléothèmes (stalactites, stalagmites et colonnes).

## Art pariétal

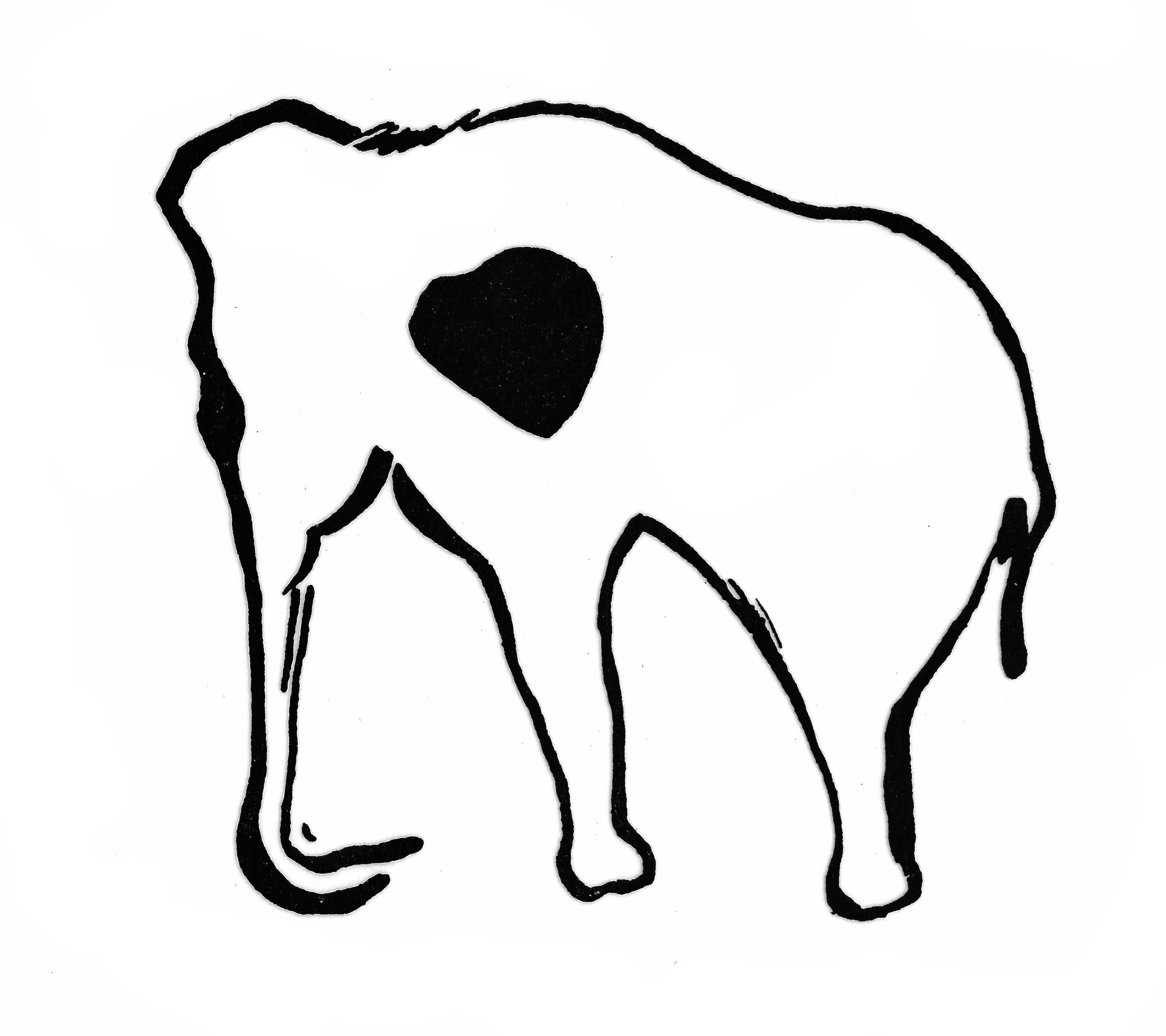
Figure de mammouth

La plupart des figures sont placées sur le côté droit de la grotte. On a répertorié 13 bisons, 8 chevaux, une biche, un cerf et quelques bois isolés, un mammouth et d'autres figures non reconnaissables.
On trouve également de nombreux signes symboliques en peinture rouge tels que des points, des lignes, des lignes parallèles et des figures claviformes.

## Muséographie
Le Centre d'interprétation de San Emeterio et grotte d'El Pindal est ouvert à la visite à l'entrée du site.